# Европейско черногушо ливадарче
Европейското черногушо ливадарче (Saxicola rubicola) е вид птица от семейство Мухоловкови (Muscicapidae). Среща се и в България. Според съвременните схващания за систематиката на ливадарчетата, в Европа и в България се среща видът европейско черногушо ливадарче (Saxicola rubicola), който до неотдавна е смятан за подвид на бившето черногушо ливадарче (Saxicola torquatus rubicola).